# Bromiodmethan
Bromiodmethan ist eine chemische Verbindung aus der Gruppe der aliphatischen und gesättigten Halogenkohlenwasserstoffe bzw. der Dihalogenmethane.

## Vorkommen
Bromiodmethan kommt natürlich in einigen marinen Algen vor.

## Eigenschaften
Bromiodmethan ist ein farblose klare Flüssigkeit, die sehr gut löslich in Chloroform ist. Sie zersetzt sich leicht in Sonnenlicht unter Abgabe von Brom und Iod.

## Verwendung
Bromiodmethan wird als Reagenz für Carbeneinfügungs- und schnelle Photodissoziationsreaktionen verwendet.